# Barcelona Howlers
I Barcelona Howlers sono stati una squadra di football americano di Barcellona, in Spagna.

## Storia
Fondati verso la fine degli anni '80 del XX secolo, hanno vinto 2 titoli SFL/AFL, 1 titolo catalano maschile e 2 femminili.

## Palmarès
- 2 Spain Football League/American Football League (1992, 1994)
- 1 Campionato catalano (1991)
- 2 Campionati catalani femminili (1996, 1997)
- 2 Campionati catalani juniores (2003, 2004)
- 1 Campionato catalano cadetti (2003)
- 1 Coppa catalana cadetti (2002)